# Jörg Demus
Jörg Wolfgang Demus (Sankt Pölten, 1928. december 2. – Bécs, 2019. április 16.) osztrák zongoraművész és zeneszerző. Nagyrabecsült művész volt szólistaként és kamarazenészként, valamint dalestek kísérőjeként. Gyüjtője és szakértője volt a régi billentyűs hangszereknek, kollekciójából múzeumot hozott létre.

## Élete
Édesapja Otto Demus (1902–1990) művészettörténész, édesanyja Erika Demus (szül. Budik, 1896–1975) hegedűművész és -tanár volt. Bátyja, Klaus Demus (1927–) követte apjuk foglalkozását, de költőként is ismert.
Hatévesen kezdett zongorázni tanulni, öt évvel később lett a bécsi zeneakadémia növendéke. Tanárai: Walter Kerschbaumer (zongora), Karl Walter (orgona), Joseph Marx (zeneszerzés), Hans Swarowsky és Josef Krips (karmesterképző) voltak. Még akadémiai növendékként, 1943-ban debütált a Gesellschaft der Musikfreunde Brahms-termében. Végbizonyítványát 1945-ben szerezte meg. Több zongoraverseny első helyezettje volt, 1947-ben a második világháború utáni első bécsié, 1956-ban a rangos bolzanói Ferruccio Busoni-versenyé. Az 1950-es években Arturo Benedetti Michelangeli, Edwin Fischer, Walter Gieseking, Wilhelm Kempff és Yves Nat mesterkurzusain vett részt.
1950-ben indult nemzetközi karrierje egy-egy londoni és zürichi koncerttel. A következő évben Dél-Amerikában turnézott. Nagy siker volt bemutatkozása Párizsban 1953-ban. Az 1956-ban megnyert Busoni-verseny óta a világ élvonalbeli pianistái közé számított. Szólistaként, kamarazenészként, versenyművek megszólaltatójaként, dalestek kísérőjeként (pl. Dietrich Fischer-Dieskauval, Elisabeth Schwarzkopffal) egyaránt ismert volt. Évadonként mintegy százötven koncertet adott. Rendszeresen tartott mesterkurzusokat Európában, az Egyesült Államokban, Japánban, Kínában. Pályafutása 60. évfordulóját egykori debütálása helyén, a bécsi Brahms-teremben adott koncerttel ünnepelte 2013. március 20-án. Utoljára a linzi Brucknerfesten, 90. születésnapja előtt lépett fel Paul Badura-Skodával, akivel együtt indult pályája a második világháború után.
Jelentős gyűjteményre tett szert régi billentyűs hangszerekből. Ezek bemutatására hozta létre a  Weyregg am Attersee-i Gahbergen a Museo Cristoforit.
Több elméleti művet írt a zongorajátékról. Zeneszerzőként néhány konzervatív stílusú művet alkotott. Közreadta Johannes Brahms, Frédéric Chopin, Joseph Haydn műveit.

## Dijai, elismerései
- 1956 — Premio Busoni
- 1970 — Sankt Pölten Város Jakob Prandtauer Tudományos és Művészeti Díja
- 1977 — a Bécsi Beethoven Társaság Beethoven-gyűrűje
- 1978 — a Wiener Mozartgemeinde Mozart-érme
- 1981 — az Amhersti Egyetem díszdoktora
- 1986 — Zwickau város Robert Schumann-díja
- 2000 — Österreichisches Ehrenkreuz für Wissenschaft und Kunst, 1. osztály
- 2006 — a Francia Köztársaság Becsületrendjének lovagja

## Diszkográfia
- Franz Schubert: Téli utazás Dietrich Fischer-Dieskau (bariton) Deutsche Grammophon 447 421-2
- Joseph Haydn: Dalok Elly Ameling (szoprán) (1980) Philips 420 217-2
- Johannes Brahms: A szép Magelone Andreas Schmidt (bariton) (1988) Deutsche Grammophon 427 334-2
- Robert Schumann összes zongoraműve (1989) Nuova Era NE 7353 és Documents 231752
- Demus, Jörg: Gordonka–zongora művek Maria Kliegel (gordonka), Jörg Demus (zongora) (2000) Marco Polo 8.225036
- Demus, Jörg: Fuvola–zongora művek Patrick Gallois (fuvola), Jörg Demus (zongora) (2006) Saphir Productions LVC 1041
- Franz Schubert: Négykezes zongoradarabok. Paul Badura-Skoda, Jörg Demus (zongora) (élő felvétel, Bécs, 1978, Párizs, 2007) Gramola GRAM 99175
- Jörg Demus - Anniversary Box (2019) Documents 234493 [21 CD-n Debussy és Schumann összes, J. S. Bach válogatott billentyűs műve]

## Könyvei, publikációi
- Dietrich Fischer-Dieskau. Berlin, 1966. Rembrandt.
- Abenteuer der Interpretation. Wiesbaden, 1967, 1970, 1976. Brockhaus.
- Die Klaviersonaten von Ludwig van Beethoven. (Paul Badura-Skodával) Wiesbaden, 1970. Brockhaus. (Franciául: Les sonates pour piano de Ludwig van Beethoven. Ford. Jean Malignon. Párizs, 1981. Lattès.)